# 林下詩美
林下 詩美（はやしした うたみ、1998年9月14日 - ）は、日本の女性プロレスラー。鹿児島県奄美市出身。マリーゴールド所属。血液型O型。166cm、65kg。柔道初段。

## 所属
- スターダム（2018年 - 2024年）
- マリーゴールド（2024年 - ）

## 来歴
ビッグダディこと林下清志の三女（第七子）として生まれる。幼年期からテレビ番組「痛快!ビッグダディ」で生活に密着されていた。当時は姉妹でグラビアデビューしたこともある。
中学3年生の時、家族でWWEのTAJIRI凱旋試合を観戦して以来、同級生が西野カナの曲を聴いてる間、好きなプロレスラーの入場曲を聞きながら登校していたほどのプロレス好きとなり、高校卒業後は飲食の仕事をしながら妹たちの学費を工面、払い終えたのちスターダムのプロテストを受験してプロレスラーとなる。
憧れの選手は紫雷イオであり、入門先にスターダムを選んだのもイオの存在があったからである。なお、イオは詩美の入門テスト前にスターダムを退団したためスターダムでの対戦は叶わなかったが、マリーゴールド移籍後の2024年にWWEのスーパースターとして凱旋帰国した紫雷イオ改めイヨ・スカイとの対戦が実現した。

### スターダム時代
2018年
- 7月5日、スターダムのプロテストに合格[7]。
- 8月12日、後楽園ホールにて、ジャングル叫女とのシングルマッチでデビューし、15分時間切れ引き分けと健闘[9]。
  - シングルリーグ戦 STARDOM 5★STAR GPにデビューまもない選手としては大抜擢で初出場が決定[10]。
- 9月24日、後楽園ホールにて、5★STAR GPを4勝1敗2分の成績で決勝に進むも、岩谷麻優に敗北し準優勝[11]。
- タッグリーグ戦 GODDESSES OF STARDOMに渡辺桃とのタッグで初出場。
- 11月10日、博多スターレーンにて行われたGODDESSES OF STARDOM決勝で、ビー・プレストリー、シャーダネー組を破り初優勝[12]。
- 11月23日、後楽園ホールにて、渡辺桃とタッグを組み、ゴッデス・オブ・スターダム王座に挑戦し、ジャングル叫女、刀羅ナツコ組を破り第15代王者となる[13]。試合後、Queen's Questに加入した。
- 12月2日、新木場1stRingにて、ルーキー・オブ・スターダムに勝利し、スターダム新人王となる[14]。
- 12月13日、東京スポーツ社制定、プロレス大賞新人賞を受賞。デビュー4ヶ月での受賞であり、新人賞は団体初[15]。

2019年
- 1月3日、新木場1stRingにて、スターライト・キッドの持つフューチャー・オブ・スターダム王座に挑戦し勝利、第2代王者となる[16]。
- 1月14日、後楽園ホールにて、バイパーが持つSWA世界王座とEVEインターナショナル王座に挑戦し勝利、第4代SWA世界王者、第2代EVEインターナショナル王者となり、4冠となる[17]。
- 6月30日、イギリスでジェイミー・ヘイターに敗れ、EVEインターナショナル王座から陥落。
- 7月15日、名古屋国際会議場大会でジャングル叫女&小波組に敗れ、ゴッデス・オブ・スターダム王座から陥落。
- 11月23日、新木場1stRing大会で、渡辺桃&AZMと組み、花月&アンドラス宮城&夏すみれ組を破りアーティスト・オブ・スターダム王座第22代王者となる。

2020年
- 1月19日、後楽園ホール大会で星輝ありさの持つワンダー・オブ・スターダム王座に挑戦するが流血の末敗れる。
- 1月26日、大阪府立体育会館第2競技場大会でジェイミー・ヘイターに敗れ、SWA世界王座から陥落。
- 2月8日、後楽園ホール大会でジュリア&朱里&舞華組に敗れ、アーティスト・オブ・スターダム王座から陥落。
- 2月16日、新木場1stRing大会で、上谷沙弥を下しフューチャー・オブ・スターダム王座を防衛後、同王座を返上し無冠となる。
- 3月8日、後楽園ホールの無観客興行で渡辺桃と組み、ビー・プレストリー&ジェイミー・ヘイターのゴッデス・オブ・スターダム王座に挑戦するが敗れる。試合後、上谷沙弥との新コンビで王座再挑戦を表明。
- 7月26日、前王者の王座返上を受け上谷とのコンビでゴッデス・オブ・スターダム王座決定戦に臨み、ジャングル叫女&小波組を破り第18代王者となる。
- 9月19日、STARDOM 5★STAR GP優勝決定戦でひめかを破り初優勝。
- 11月15日の仙台サンプラザ大会で岩谷麻優を破りワールド・オブ・スターダム王座の第13代王者となる[18]。
- 12月20日の大阪府立体育会館第1競技場大会で渡辺桃の挑戦を退けてワールド王座防衛[19]。

2021年
- 1月5日、新日本プロレス東京ドーム大会でのダークマッチ・スターダム提供試合に、Queen's Questの上谷沙弥・AZMと共に出場。ドンナ・デル・モンドの舞華・ひめか・なつぽい組を退け勝利。
- 1月17日、後楽園ホール大会で舞華の挑戦を退けてワールド王座防衛[20]。
- 3月3日、日本武道館大会でタッグパートナーの上谷沙弥の挑戦を退けてワールド王座防衛[21]。
- 4月4日、横浜武道館大会でビー・プレストリーの挑戦を退けてワールド王座防衛[22]。
- 6月12日、大田区総合体育館大会で朱里の挑戦を受け、ワールド・オブ・スターダム王座防衛戦を行う。30分戦い抜き時間切れ引き分けとなるが、両者・運営合意の上でその直後に延長戦が開始された。結果、両者KOの引き分けとなり規定により防衛[23]。
- 7月4日、横浜武道館大会で、刀羅ナツコの挑戦を受けワールド・オブ・スターダム王座防衛戦を行う。試合の途中にナツコが左膝前十字靭帯断裂の怪我を負ってしまい、ドクターストップにより試合終了。防衛扱いとなる[24]。
- 7月31日から開始した5★STAR GPにブルースターズ側として出場。2年連続の連覇を狙うもリーグ最終戦、中野たむに敗れ決勝進出とはならなかった。4勝3敗2分の勝ち点10[25]。
- 10月9日、大阪城ホール大会で、Marvelous所属の彩羽匠の挑戦を退けてワールド王座防衛。[26]
- 12月14日、2021年度女子プロレス大賞を受賞[27]。
- 12月29日、両国国技館でDonna Del Mondo（ドンナ・デル・モンド）の朱里との対決に敗れ、ワールド王座10度目の防衛に失敗

2022年
- 3月11日、品川インターシティホールで開催されたスターダムの新設した若手大会、『NEW BLOOD 1』に参戦。メインイベントに上がり、この日がデビュー戦となる天咲光由組の対戦相手を務め勝利[28]。
- 3月29日、シンデレラ・トーナメントの会見で林下の代行として謎のぶりっ子女子・中野ぅたみが登場[29][30]。同席した中野たむを困惑させ、Twitterのトレンド入りを果たし、4月1日には中野ぅたみのDVDが発売されるというエイプリルフール企画が生まれた[31]。
- 4月3日、シンデレラ・トーナメントで中野たむと対戦。試合の途中で林下に中野ぅたみが降臨する場面があったが、引き分けにより敗退[32]。なお、それ以降リング内外で中野ぅたみが登場することが増える[33]。
- 5月15日、Queen's Questのリーダーを決める5WAYイリミネーションマッチを制し、QQのリーダーとなる[34]。

2023年
- この年に入り、王座戦などで敗北が続いてスランプとなる。5月4日、福岡大会にてジュリア&舞華のタッグ戦に敗れた後のバックステージにおいて、タッグパートナーの上谷とそのスランプに関して口論に発展[35]。これ以降のAphroditEの試合では誤爆や小競り合いが増え[36]、それがQQの他メンバーも巻き込む不和に繋がりQQ存続すらも危ぶまれる事態となった[37]。
- 6月25日、代々木大会にて大江戸隊との「敗者強制ユニット脱退ケージマッチ」において、額から流血しながらも戦い抜き、メンバーの再結束を呼び込み勝利。それにより、2ヶ月に渡った上谷との蟠りも解消されユニット崩壊の危機を乗り切った[38][39]。
- 7月2日、自分を見つめ直すとして旅に出ると宣言[40]。その翌週に渡米し、ROHやGCW等に参戦した[41][42]。その後、7月23日より行われたSTARDOM 5★STAR GP 2023にエントリーし、出場していたが、終盤の9月下旬に頚椎ヘルニアと診断され、長期欠場となる[43]。
- 11月28日、7月から欠場していた上谷と同時に復帰[44]。タッグリーグGODDESSES OF STARDOM 2023で優勝した舞華&メーガン・ベーンのタッグである「Divine Kingdom」に挑戦表明をする。
- 12月2日、上谷とのタッグ「AphroditE」として前述の「Divine Kingdom」と対戦し勝利。復帰2戦目でゴッデス王座を獲得し[45]、12月29日には防衛を果たす[46]。初防衛を果たした際、林下は「私は次の新しい夢に進みます」とマイクパフォーマンスをしていた[46]。

2024年
- 3月22日、3月末付でスターダムを退団することが発表された[47][48]。その後、4月12日の大会を持ってスターダムから完全に離脱した[49]。

### マリーゴールド時代
- 4月15日、新団体「マリーゴールド」に入団することが発表された[50]。5月20日に行われたマリーゴールド旗揚げ戦ではジュリアと組み、Sareee＆ボジラ組と対戦するも敗北[51]。
- 7月13日 - 両国国技館大会「MARIGOLD SUMMER DESTINY 2024」で憧れの存在であった紫雷イオ改めイヨ・スカイとシングルで対戦。惜敗するも「新しい夢もできました。イヨ・スカイを超えて、林下詩美がさらなる飛躍をしたいと思います。私の次の夢も必ずかなえたい。今日を機に駆け上がっていきます」と決意を新たにした[52]。

## 得意技

### フィニッシュ・ホールド
コウモリ吊り落とし
ファイヤーマンズキャリーの体勢で抱え上げた相手の頭部を背中越しに脇下に抱え込み、そのままシットダウンして後頭部からマットに叩き付ける変形水車落とし。試合結果で《エアレイド・クラッシュ》と公式から発表されていることがあった。
アルゼンチン・バックブリーカー
マナバウアー
アルゼンチン・バックブリーカーの体勢から身体を左右に数回揺さぶった後、自分の前方に相手を着地させてから腰に手を回してジャーマン・スープレックス・ホールドを放つ。
トーチャーラックボム
アルゼンチン・バックブリーカーから旋回させて自分の目の前に背中から落としていく。
ジャーマン・スープレックス
ハイジャックBTボム
ワールド・オブ・スターダム王座奪取の試合で初めて披露。ハイジャックバックブリーカーの要領で相手を担ぎ上げた後、相手ごと旋回させてマットに叩きつける荒業。現在の林下詩美のフィニッシュホールド。
ショッキングベイズラー5★STARGP2023 BlueStars開幕戦対白川未奈戦で初披露。同年7月のアメリカGCW参戦の遠征時に元WWE女子タッグ王者シェイナ・ベイズラーの指導をヒントに開発したオリジナル技。相手を俵返しの要領で自身の左脇に持ち上げた後、右脇に180度旋回させながらマットに叩きつける変形のサイドバスター。

### 投げ技
ブレーンバスター
雪崩式ブレーンバスター
バックドロップ
滞空式ジャーマン・スープレックス
ハイクラッチ式ジャーマン・スープレックス
こうもり吊り落とし
ルチャリブレの痛め技であるコウモリ吊りに似た状態から落とす技。落とす形はシュバインとほぼ同形だが入り方が複雑で、向かい合った状態から相手の股の間に頭を入れ、自分の背中へ相手が来るように持ち上げる。相手の両足を頭上でまとめ左足首のあたりを左腕で掴み、右腕は相手の首から頭部を抱えるようにして固定し、時に助走を付けてマットに首から落とす。
落とすだけでなく、そのまま固めるムルシェラゴ（コウモリ吊り）としても使用する。
等各種柔道技
一本背負い
払い腰

### 絞め技
スリーパーホールド
逆落とし
スタンディング・スリーパーホールドの状態から後方へクルっと首を絞めながら払い腰の要領でマットに叩きつけるコンパクトながらも危険な投げ技。投げた後、そのままスリーパーホールドをかけ続けてギブアップを奪う場合が多い。

### 打撃技
エルボー
エルボー・スタンプ
バックエルボー
逆水平チョップ
張り手
クローズライン
ドロップキック

## 受賞歴
プロレス大賞
- 2018年度プロレス大賞（新人賞）
- 2021年度プロレス大賞（女子プロレス大賞）

## タイトル歴
スターダム
- 第2代フューチャー・オブ・スターダム王座
- 第4代SWA世界王座
- 第13代ワールド・オブ・スターダム王座
- 第15代、第18代、第30代ゴッデス・オブ・スターダム王座
  - 第15代パートナーは渡辺桃
  - 第18代、第30代パートナーは上谷沙弥
- 第22代アーティスト・オブ・スターダム王座
  - with 渡辺桃&AZM
- 2018年ルーキー・オブ・スターダム優勝
- 2020年STARDOM 5★STAR GP優勝
- 2018年GODDESSES OF STARDOM優勝
  - パートナーは渡辺桃

プロレスリングEVE
- 第2代EVEインターナショナル王座

マリーゴールド
- 第2代マリーゴールド・ワールド王座
- 2024年DREAM*STAR GP優勝

## 入場テーマ
- Sacred / 中村"Anija"隆宏（マリーゴールド移籍以降）
- Crusade / 服部瑞樹（スターダム後期）
- 百花繚乱 / 中村"Anija"隆宏, kuritaka（スターダム前期）

## 出演

### テレビ
- 痛快!ビッグダディ（テレビ朝日）
- ノンストップ!（フジテレビ、2018年7月24日放送）
- じっくり聞いタロウ 〜スター近況（秘）報告〜（2021年3月19日、テレビ東京）[53]

### MV
- Candy Foxx「LAKILAKI WASABI」（2021年8月8日）[54]

### CM
- 「爽快フィット」（レック）[55]

### 写真集
- 『林下詩美写真集 Luxury』（2021年）